# 1-2-3 (álbum de The Howling Hex)
1-2-3 es el sexto álbum de The Howling Hex. Está compuesto de versiones reeditadas de canciones previamente lanzadas en los primeros tres álbumes de la banda. Fue lanzado en formato CD el 21 de febrero de 2006 por Drag City.

## Lista de canciones
Todas las canciones fueron escritas por The Howling Hex, excepto donde se marca
Todas las canciones escritas y compuestas por Howling Hex, except where noted. 
| N.º | Título                                                         | Duración |  |
| 1.  | «If You Can't Tell the Difference, Why Pay Less?»              | 2:16     |  |
| 2.  | «Aim Pride Show»                                               | 1:20     |  |
| 3.  | «Catalytic Convert»                                            | 2:41     |  |
| 4.  | «Breakaway» (William Truckaway)                                | 2:18     |  |
| 5.  | «Imaginary Saints»                                             | 2:11     |  |
| 6.  | «You Remind Me That I'm Hanging by a Moment»                   | 2:07     |  |
| 7.  | «Centerville Springs»                                          | 2:25     |  |
| 8.  | «De Colores» (Trad. Arr. Howling Hex)                          | 2:01     |  |
| 9.  | «I'm Rocklyn Immigrant»                                        | 1:34     |  |
| 10. | «Doing Fine»                                                   | 1:42     |  |
| 11. | «The Preserve, the Common»                                     | 1:44     |  |
| 12. | «Where's the Party at, Peaches and Cream? (It's Been a While)» | 2:01     |  |
| 13. | «Pretty»                                                       | 1:41     |  |
| 14. | «Slapshot!»                                                    | 1:37     |  |
| 15. | «Hero»                                                         | 2:06     |  |
| 16. | «Bird to Mutt»                                                 | 1:21     |  |
| 17. | «Be the Last to Stay in a Haunted House»                       | 2:40     |  |
| 18. | «Rock-a-Doodle-Doo» (Linda Lewis)                              | 2:30     |  |
| 19. | «When You Got Money»                                           | 2:29     |  |
| 20. | «Wrong Ace»                                                    | 2:06     |  |
| 21. | «Fatter Than Anything»                                         | 2:18     |  |
| 22. | «Juniper Tree»                                                 | 2:36     |  |
| 23. | «See Copy»                                                     | 2:17     |  |